# Хлібосолов Андрій Миколайович
Андрій Хлібосолов (біл. Андрэй Хлебасолаў, нар. 22 листопада 1965, Барановичі) — білоруський футболіст, що грав на позиції нападника. Після завершення ігрової кар'єри — тренер. З 2019 року очолює тренерський штаб команди «Барановичі».
Виступав, зокрема, за клуби «Динамо-Берестя» та «Білшина», а також національну збірну Білорусі.
Дворазовий володар Кубка Білорусі.

## Клубна кар'єра
У дорослому футболі дебютував 1987 року виступами за команду «Барановичі», в якій того року взяв участь у 14 матчах чемпіонату.
Своєю грою за цю команду привернув увагу представників тренерського штабу клубу «Динамо-Берестя», до складу якого приєднався 1988 року. Відіграв за брестських «динамівців» наступні три сезони своєї ігрової кар'єри. Більшість часу, проведеного у складі брестського «Динамо», був основним гравцем команди.
Протягом 1992 року захищав кольори клубу «Вісла» (Краків).
У 1993 році уклав контракт з клубом «Спартак» (Анапа), де був одним з головних бомбардирів команди, маючи середню результативність на рівні 0,33 голу за гру першості.
З 1993 року два сезони захищав кольори клубу «Бобруйськ».
Протягом 1995[[]] року захищав кольори клубу «Крила Рад» (Самара).
У 1996 році перейшов до клубу «Білшина», за який відіграв 2 сезони. Граючи у складі «Білшини» також здебільшого виходив на поле в основному складі команди. В новому клубі був серед найкращих голеодорів, відзначаючись забитим голом в середньому щонайменше у кожній третій грі чемпіонату. Завершив професійну кар'єру футболіста виступами за команду «Білшина» у 1998 році.

## Виступи за збірну
У 1996 році дебютував в офіційних матчах у складі національної збірної Білорусі. Протягом кар'єри у національній команді, яка тривала 2 роки, провів у її формі 6 матчів.

## Кар'єра тренера
Розпочав тренерську кар'єру невдовзі по завершенні кар'єри гравця, 2000 року, увійшовши до тренерського штабу клубу «Білшина».
З 2019 року очолює тренерський штаб команди «Барановичі».

## Титули і досягнення

### Командні
- Володар Кубка Білорусі (2):

«Білшина»: 1996–1997, 1998–1999

### Особисті
- Найкращий бомбардир Чемпіонату Білорусі: 1996 (34), 1997 (19)